# Acrocercops bifrenis
Acrocercops bifrenis là một loài bướm đêm thuộc họ Gracillariidae. Nó được tìm thấy ở Maharashtra và Karnataka, Ấn Độ.
Ấu trùng ăn Calycopteris floribunda. Chúng ăn lá nơi chúng làm tổ.